# Schlacht von Conquereuil
Die zwei Schlachten von Conquereuil waren militärische Auseinandersetzungen am Ende des 10. Jahrhunderts im mittelalterlichen Frankreich. Beide Schlachten hatten den Konflikt über die Herrschaftsfrage in dem Herzogtum Bretagne als Ursache. Beide Schlachten fanden in der Nähe des Ortes Conquereuil statt, der auf halber Strecke zwischen Nantes und Rennes lag.

## Erste Schlacht von Conquereuil

### Vorgeschichte
Seit dem frühen 10. Jahrhundert existierte in der Bretagne, bedingt durch Machtkämpfe unter den Bretonen und anhaltender Invasionen von Normannen, keine stabile Zentralregierung. Lediglich Alain „Schiefbart“ (Alain Barbe-torte) konnte nach der Vertreibung der Normannen aus Nantes 937 eine starke Herrschaft errichten und den Herzogstitel annehmen. Nach dessen Tod 952 brachen jedoch erneute Machtkämpfe aus. Die Grafen von Rennes, vertreten von Conan dem Krummen (le Tort), bestritten die Nachfolgerschaft von Alains unehelichen Sohn Hoël.
In diese Machtfrage mischte sich der an die Bretagne angrenzende westfränkische Adel mit unterschiedlichen Interessen ein. Graf Gottfried I. Graujacke von Anjou unterstützte Herzog Hoël mit dem Ziel so ein Erstarken der Bretonen an der Westgrenze des Anjou zu verhindern und den Einfluss seines Hauses in der Grafschaft Nantes zu verteidigen. Gottfrieds Erzfeind Graf Odo I. von Blois hingegen unterstützte Conan von Rennes mit dem gegenteiligen Ziel, da ein starkes bretonisches Herzogtum die Anjous im Westen binden und so dem Haus Blois die Möglichkeit bot die Anjou vom Osten her zu bedrängen. Nach der Ermordung Herzogs Hoëls 981 durch Conan von Rennes kam es zum Krieg mit dessen Bruder Guérech.

### Der Kampf
Im Jahr 981 zog Conan mit einem Heer gegen Nantes wurde aber bei Conquereuil von Herzog Guérech und Graf Gottfried von Anjou gestellt. Das genaue Datum wie auch nähere Angaben zum Kampf sind nicht überliefert. Da jedoch der politische Status quo auch nach dem Treffen fortbestand, ist es wahrscheinlich, dass der Herzog und der Graf von Anjou ein weiteres Vordringen Conans abwehren konnten.

## Zwischenzeit
Guérech konnte sich als Herzog in Nantes behaupten doch stand er nun faktisch unter der Herrschaft des Grafen von Anjou.
Als sich Guérech 984 aus dieser Bevormundung durch ein Bündnis mit König Lothar befreien wollte, ließ ihn Gottfried, der Hugo Capet als König anerkannte, kurzerhand gefangen setzen.
In dieser Zeit konnte Graf Conan seine Position in der Bretagne durch die Einnahme von Vannes stärken und nachdem Gottfried von Anjou 987 starb, setzte er sich endgültig durch. 988 starb auch Guérech, vermutlich durch die Hand Conans, und wurde von seinem Sohn Alain beerbt. Conan bemächtigte sich 990 der Grafschaft Nantes, beseitigte Alain und nahm den Herzogstitel an.

## Zweite Schlacht von Conquereuil

### Vorgeschichte
Gottfrieds Nachfolger in Anjou Fulko III. Nerra beabsichtigte die durch den Tod seines Vaters verlorengegangenen Positionen in der Bretagne wieder zu erlangen und gleichzeitig das Bündnis zwischen Conan und Odo von Blois zu sprengen. 992 marschierte er mit dem ihm verbündeten Vizegrafen von Thouars gegen Nantes. Nach einer dreiwöchigen Belagerung gelang es ihnen die Stadt zu nehmen, die Burg jedoch hielt der Belagerung stand. Herzog Conan und Graf Odo stellten ihrerseits ein Heer auf, das zusätzlich durch ein größeres Aufgebot normannischer Krieger verstärkt wurde, und zogen mit diesem nach Nantes. Nachdem Fulko von Anjou vom Herannahen des Gegners unterrichtet wurde, brach er die Belagerung ab und zog mit seinem Heer dem Feind entgegen.

### Der Kampf
Bevor es zum Treffen kam wählten die Bretonen bei Conquereuil, in der Nähe des alten Schlachtfeldes, den Platz auf dem der Kampf stattfinden sollte. Sie zogen Gräben über das Feld, ließen in sie das Wasser eines nahegelegenen Sumpfes laufen und tarnten die Gräben mit Buschwerk. Conan ließ sein Heer hinter diesem präparierten Feld Aufstellung beziehen.
Nachdem das Heer des Grafen von Anjou das Schlachtfeld erreichte, führten die Bretonen eine Scheinflucht aus und lockten den sie verfolgenden Gegner so in die Falle ihrer Gräben. Als die gepanzerten Reiter Anjous dort einbrachen, wendeten die Bretonen und fielen über den kampfunfähigen Feind her. Nachdem dieser in die Flucht geschlagen war, wähnten sich die Bretonen und ihre Verbündeten als Sieger, doch der Graf von Anjou vereinte die Reste seines Heeres mit seiner Reserve und führte eine neue Attacke nach Umgehung des Schlachtfeldes in den Rücken der Bretonen. Nun konnte der Kampf entschieden werden, als Herzog Conan erschlagen wurde, sein Heer zerfiel und nahm die Flucht auf.

## Folgen
Der Sieg Fulkos von Anjou stärkte die Machtstellung seines Hauses gegenüber seinen Nachbarn. Er übernahm die Grafschaft Nantes, in der er zuerst Aimery III. von Thouars als Statthalter einsetzte, um sie später an Judicaël (ein Sohn Hoëls) zu übergeben. Wenngleich Judicaël schon bald von Fulko abfiel sollten aus der Bretagne für Anjou keine größeren Bedrohungen mehr erwachsen, zumal Anjou weiterhin über mehrere Burgen im Nantais verfügte.
Die Dynastie Conans des Krummen (Haus Rennes) konnte zwar die bretonische Herzogswürde behaupten, jedoch war die Macht seiner Nachfolger gegenüber ihren Vasallen und Burgherren begrenzt. Dies begünstigte den wachsenden Einfluss auswärtiger Mächte in der Bretagne, ganz besonders der Herzöge der Normandie. So kämpften zum Beispiel mehrere Bretonen 1066 in der Schlacht bei Hastings. Im 12. Jahrhundert gehörte die Bretagne sogar kurzzeitig den Nachkommen Fulkos von Anjou aus dem Haus Plantagenet und deren angevinischen Reich an.
Die Grafen von Blois konnten nach Conquereuil ebenfalls ihre Machtstellung halten und standen weiterhin in Konkurrenz zum Haus Anjou. Erst nach ihren Niederlagen bei Pontlevoy (1016) und Nouy (1044) gegen Anjou verlagerten sie ihr Machtzentrum in die Champagne.
Siehe auch: Liste von Schlachten.